# Orphnus giganteus
Orphnus giganteus är en skalbaggsart som beskrevs av Renaud Maurice Adrien Paulian 1951. Orphnus giganteus ingår i släktet Orphnus och familjen Orphnidae. Inga underarter finns listade i Catalogue of Life.